# Chelidura
Chelidura (лат.) — род кожистокрылых насекомых семейства настоящие уховёртки.

## Описание
У насекомых этого рода коренастое, несколько сплюснутое тело. На голове имеются усики. Глаза небольшого размера. Предплечье имеет форму поперечного прямоугольника. Отсутствует задняя пара крыльев. Ноги относительно короткие. Брюхо расширяется от головы к хвосту и в области последнего достигает своей наибольшей ширины. Последний тергит широкий и короткий. Пигидий иногда бывает скрытым и сверху невидимым. Обычно пигидий у самки трапециевидный, а у самца прямоугольный. Брюшные гипофизы у самки почти прямые, а у самца толстые, широко расставленные и дугообразно изогнутые.

## Виды
Согласно списку видов Dermaptera, в род Chelidura включаются следующие виды:
- Chelidura acanthopygia (Géné, 1832)
- Chelidura apfelbecki Werner, 1907
- Chelidura aptera (von Muhlfeld, 1825)
- Chelidura bolivari Dubrony, 1878
- Chelidura carpathica Steinmann & Kis, 1990
- Chelidura chelmosensis (Maran, 1965)
- Chelidura euxina (Semenov, 1907)
- Chelidura guentheri (Galvagni, 1994)
- Chelidura mutica Krauss, 1886
- Chelidura nuristanica Steinmann, 1977
- Chelidura occidentalis de Fernandes, 1973
- Chelidura przewalskii (Semenov, 1908)
- Chelidura pyrenaica (Bonelli, 1832)
- Chelidura redux (Semenov, 1908)
- Chelidura russica Steinmann, 1977
- Chelidura semenovi Bey-Bienko, 1934
- Chelidura specifica Steinmann, 1989
- Chelidura thoracica Fischer von Waldheim, 1846
- Chelidura tibetana (Semenov Tian-Shansky & Bey-Bienko, 1935)
- Chelidura transsilvanica Ebner, 1932